# 宇津田晴
宇津田 晴（うつた せい）は、日本のライトノベル作家。宮城県仙台市出身。2006年、『珠華繚乱』で第1回小学館ライトノベル大賞ルルル文庫部門佳作を受賞し、2007年にデビュー。

## 作品
オリジナル
- 珠華繚乱シリーズ（ルルル文庫、挿絵：山下ナナオ）
  - 珠華繚乱 天山に咲く華
  - 珠華繚乱 異国からの使者
  - 珠華繚乱 帝国を覆う陰
  - 珠華繚乱 明日に吹く風
- 花姫恋芝居シリーズ（ルルル文庫、挿絵：山下ナナオ）
  - 花姫恋芝居 恋と正義が姫の道
  - 花姫恋芝居 白蛇に届け恋の笛
  - 花姫恋芝居 恋の試練と白い玉
  - 花姫恋芝居 美姫と二人の覇王
  - 花姫恋芝居 誤解しあうも互いの縁
  - 花姫恋芝居 夜空に咲いた恋花火
- レディ・マリアーヌシリーズ（ルルル文庫、挿絵：高星麻子）
  - レディ・マリアーヌの秘密
  - レディ・マリアーヌの恋人
  - レディ・マリアーヌの婚約
- 精霊王の契約者 騎士と乙女の恋愛狂想曲（ルルル文庫、挿絵：高星麻子）
- ご主人様なシリーズ（ルルル文庫、挿絵：結賀さとる）
  - ご主人様はご機嫌ななめ
  - ご主人様なシリーズ 麗しの婚約者にご用心
  - ご主人様なシリーズ お嬢様と魅惑のレッスン
  - ご主人様なシリーズ 親愛なる花盗人へ恋の罠を
- 姫怪盗と危険な求婚者（ルルル文庫、挿絵：ねぎしきょうこ）
- 王の守護者の秘密の婚約（ルルル文庫、挿絵：結賀さとる）
- 炎の発明家の秘密の初恋（ルルル文庫、挿絵：高星麻子）
- 流血王の初恋（ルルル文庫、挿絵：増田メグミ）
- 呪われた王子と黒薔薇の乙女（ルルル文庫、挿絵：増田メグミ）
- 忠犬侍女の愛しの王子様（ルルル文庫、挿絵：くまの柚子）
- 鉄皇帝の結婚（ルルル文庫、挿絵：増田メグミ）
- リリー・フィッシャーの難儀な恋（ルルル文庫、挿絵：増田メグミ）
- 姫の華麗なる奴隷生活（ルルル文庫、挿絵：高星麻子）
- 黒猫菓子店初恋日和（ルルル文庫、挿絵：山下ナナオ）
- 身代わり花嫁の懺悔日記（ルルル文庫、挿絵：増田メグミ）
- 眠れない王様のお休み係（ルルル文庫、挿絵：あき）
- きんかつ!シリーズ（小学館ジュニア文庫、挿絵：わんにゃんぷー）
  - きんかつ!
  - きんかつ! 恋する妖怪と舞姫の秘密
- 俺の立ち位置はココじゃない！シリーズ（ガガガ文庫、挿絵：おしおしお）
  - 俺の立ち位置はココじゃない！
  - 俺の立ち位置はココじゃない！2
- おいでよ、花まる寮!（小学館ジュニア文庫、挿絵：わんにゃんぷー）
- 拝み屋カフェ 巡縁堂（小学館文庫キャラブン!、表紙絵：YANAMi）

ノベライズ
- あやかし緋扇（FCルルルnovels、原作・挿絵：くまがい杏子）
  - あやかし緋扇 時を越えた想い
  - あやかし緋扇 放課後の隠れ鬼
  - あやかし緋扇 君といつまでも
- はぴまり〜Happy Marriage!?〜 こんな新婚生活アリですか?（FCルルルnovels、原作・挿絵：円城寺マキ）